# Armékår

Natosymbolen för en armékår, de tre kryssen ovanför rektangeln anger att det är en kår. Den blåa färgen anger att det är egna förband.

En armékår eller kår (av det franska corps d'armée) är ett större militärt förband. Den blev introducerad i Frankrike den 1 mars 1800 då general Moreau fick instruktioner av Napoleon att dela upp sin arme i fyra kårer.
Sedan början på nittonhundratalet brukar en armékår bestå av två till fyra divisioner under befäl av en generallöjtnant. Mindre, fristående enheter som ingår i en armékår brukar kallas kårförband. En raketartilleribataljon brukar oftast vara ett kårförband.
Fram till slutet av 1950-talet ingick tre armékårer i den svenska krigsorganisationen.

## Historia
För att lättare kunna lösa de logistiska problemen med att förflytta stora fältarméer från en punkt till en annan på småvägar och dessutom hålla alla soldaterna mätta och otörstiga, kom Napoleon Bonaparte på idén att dela upp sina arméer i mindre, självständiga enheter bestående av en lämplig kombination av truppslag. Armékårerna skulle förflytta sig på en dagsmarschs avstånd ifrån varandra och närhelst det drog ihop sig till strid kunde de då snabbt koncentrera sin sammanlagda styrka mot fienden. Denna innovation var en bidragande orsak till Napoleons stora triumfer i början av Napoleonkrigen.
Sedan dess har armékårsindelningen använts i alla större konflikter.